# 自适应二进制优化
自适应二进制优化（英語：Adaptive Binary Optimization，缩写ABO）是MatrixView有限公司设想的一个无损图像压缩算法。它采用专利方法压缩数字内容信号中找到的高相关性，以及使用标准熵编码算法（如霍夫曼编码）压缩其他内容。